# أنجلو براندواردي
أنجلو براندواردي (Angelo Branduardi) (ولد بمقاطعة ميلانو 12 فبراير، 1950)، هو مغني ومؤلف. سجل النجاح في إيطاليا وبلدان أوروبية مثل فرنسا وألمانيا وهولندا.
انتقل صغيرًا مع أسرته إلى جنوة حيث تعرف بيئة مدرسة جنوة الموسيقية، الأمر الذي شكل حافزًا هاماً لنشاطه الفني. كما تأثر بشدة بالموسيقى البريطانية مثل دونوفان وكات ستيفنس.

## روابط خارجية
- أنجلو براندواردي على موقع IMDb (الإنجليزية)
- أنجلو براندواردي على موقع مونزينجر (الألمانية)
- أنجلو براندواردي على موقع ألو سيني (الفرنسية)
- أنجلو براندواردي على موقع ميوزك برينز (الإنجليزية)
- أنجلو براندواردي على موقع أول موفي (الإنجليزية)
- أنجلو براندواردي على موقع قاعدة بيانات الأفلام السويدية (السويدية)
- أنجلو براندواردي على موقع أول ميوزيك (الإنجليزية)
- أنجلو براندواردي على موقع ديسكوغز (الإنجليزية)
- أنجلو براندواردي على موقع قاعدة بيانات الفيلم (الإنجليزية)
- أنجلو براندواردي على موقع كينوبويسك (الروسية)